# 대전용전초등학교
대전용전초등학교는 대한민국 대전광역시 동구에 있는 공립 초등학교이다.

## 학교 연혁
- 1980년 10월 2일 : 개교
- 1982년 3월 2일 : 도 지정 보건 교육 시범학교
- 1984년 4월 15일 : 분교장 본교로 통합
- 1988년 5월 20일 : 대전중리국민학교로 분리
- 1994년 3월 1일 : 교육부 지정 학습 지도 연구학교
- 1996년 3월 1일 : 대전용전초등학로 개칭
- 1998년 3월 1일 : 대전대양초등학교로 분리
- 2000년 3월 1일 : 시 교육청 지정 에너지 절약 교육 시범학교
- 2002년 3월 2일 : 시지정 ICT 자율 장학 시범학교
- 2003년 3월 1일 : 시지정 평생교육 시범학교
- 2004년 3월 1일 : 시지정 주5일제 수업 시범학교
- 2010년 5월 1일 : 시교육청 지정 호국보훈 연구학교(2010~2011)
- 2011년 3월 1일 : 대전광역시교육청 지정 호국보훈 시범학교(2차년도)
- 2012년 3월 1일 : 교육복지 우선지원사업 운영(2012-2017)
- 2017년 2월 17일 : 제36회 졸업장 수여식(181명, 총 11,623명)

## 참고 자료
- 대전용전초등학교 - 한국교육학술정보원 학교알리미